# Храм Георгия Победоносца (Самара)
Храм Георгия Победоносца — православный храм в Самаре, открытый 6 мая 2001 года. Строительство храма было приурочено к 2000-летию христианства и 55-летию Победы в Великой Отечественной Войне.
Храм имеет статус памятника. В нём поминают погибших во время Великой Отечественной войны жителей Самары, а также погибших в военных конфликтах и при ликвидации последствий Чернобыльской аварии[значимость факта?].

## История
Идея строительства храма-памятника в честь великомученика Георгия Победоносца в Самаре воинам, защитившим свободу и независимость Отечества, была высказана участниками конкурса на проект реконструкции площади Славы, состоявшегося в 1997 году.
В 1997 году состоялся конкурс на проект реконструкции площади Славы в Самаре, где участниками была предложена идея построить храм в честь святого Георгия Победоносца, прославлявшего воинов-защитников Отечества. Под строительство выбрали место в сквере за Вечным огнём.
Первоначально власти не давали разрешения на постройку храма из-за сыпучих грунтов и нарушения законченного архитектурного ансамбля площади Славы. В конечном итоге позиция властей изменилась, и возведение храма разрешили. За основу был взят проект петербургского архитектора Эрнеста Ивановича Жибера, а доработку провёл Юрий Иванович Харитонов. Строительство храма вела компания «Волгатрансстрой», одно из подразделений «Балтийской строительной компании», на собственные средства при содействии администрации Самары.
22 июня 1999 года место под храм было освящено архиепископом Самарским и Сызранским Сергием, дата была выбрана в память о начале Великой Отечественной войны. На освящении присутствовали главы Самары и области, представители областной и городской администрации, клирики Самарской епархии, а также ветераны войны и труда. 1 сентября 1999 года был заложен первый камень будущего храма.
14 октября 1999 года патриарх Московский и всея Руси Алексий II совершил благодарственный молебен на территории стройки, а затем вместе с архиепископом Сергием заложили в стену капсулу с посланием благословления возведения храма.
6 мая 2000 года был установлен одиннадцатиметровый восьмитонный главный купол. Остальные четыре малых купола, символизирующих четырёх евангелистов — Луку, Матфея, Иоанна и Марка, были подняты 27 мая. Осенью 2000 года в Самару из воронежского завода «Вера» доставили и подняли на колокольню двенадцать колоколов, отлитых из бронзы общим весом 1257 кг. Вес самого большого колокола — Благовеста — 560 кг. Остальные колокола 5, 7, 16, 25, 49, 98, 145, 352 кг. Общий вес колоколов 1257 кг.
6 мая 2001 года в Светлый понедельник и День памяти великомученика Георгия Победоносца состоялось торжественное открытие храма.
Храм Георгия Победоносца награждён дипломом международного архитектурного фестиваля «Зодчество-2002».
8 июля 2011 года около храма открыли памятник святым Петру и Февронии, который в вместе с храмом вместе составляют единый историко-церковный комплекс.

## Архитектура
Храм в честь великомученика Георгия Победоносца построен в подражании классическому византийскому стилю в традиционных формах русского пятиглавия. Высота храма составляет 30 метров, вместимость 200 человек, площадь застройки 250 м2. Стены сложены из кирпича и облицованы уральским мрамором (хотя изначально был предусмотрен белый жигулёвский камень), купола покрыты нитридом титана. В верхней части храма есть смотровая площадка с видом на набережную и Волгу, которая является идеей лично архиепископа Самарского и Сызранского Сергия. В нижней части храма расположена крестильная со стационарной мраморной купелью. Окна в алтаре украшены цветной мозаикой, а иконостас храма отделан фарфоровыми изразцами.